# 灌頂院 (川越市)

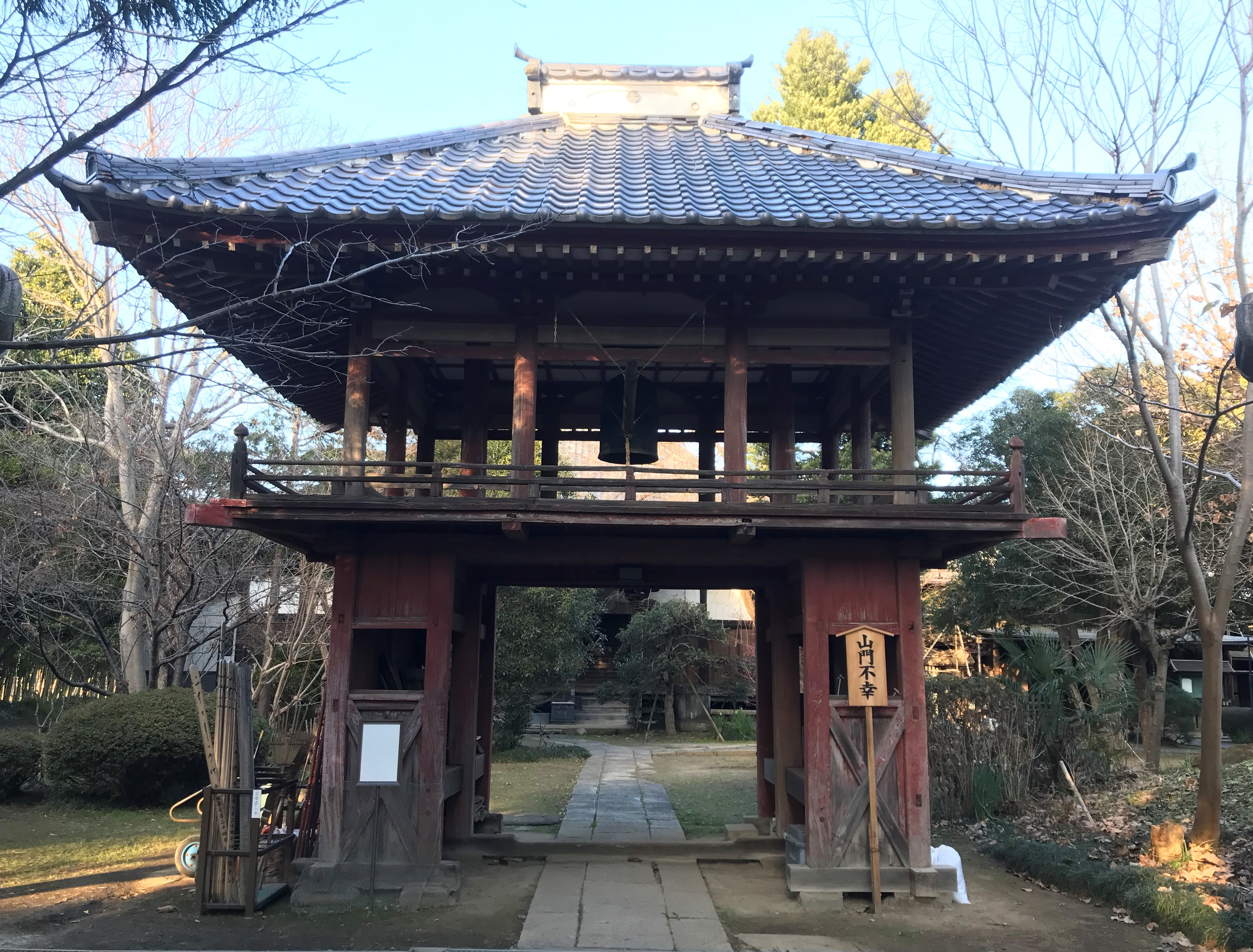
鐘楼門

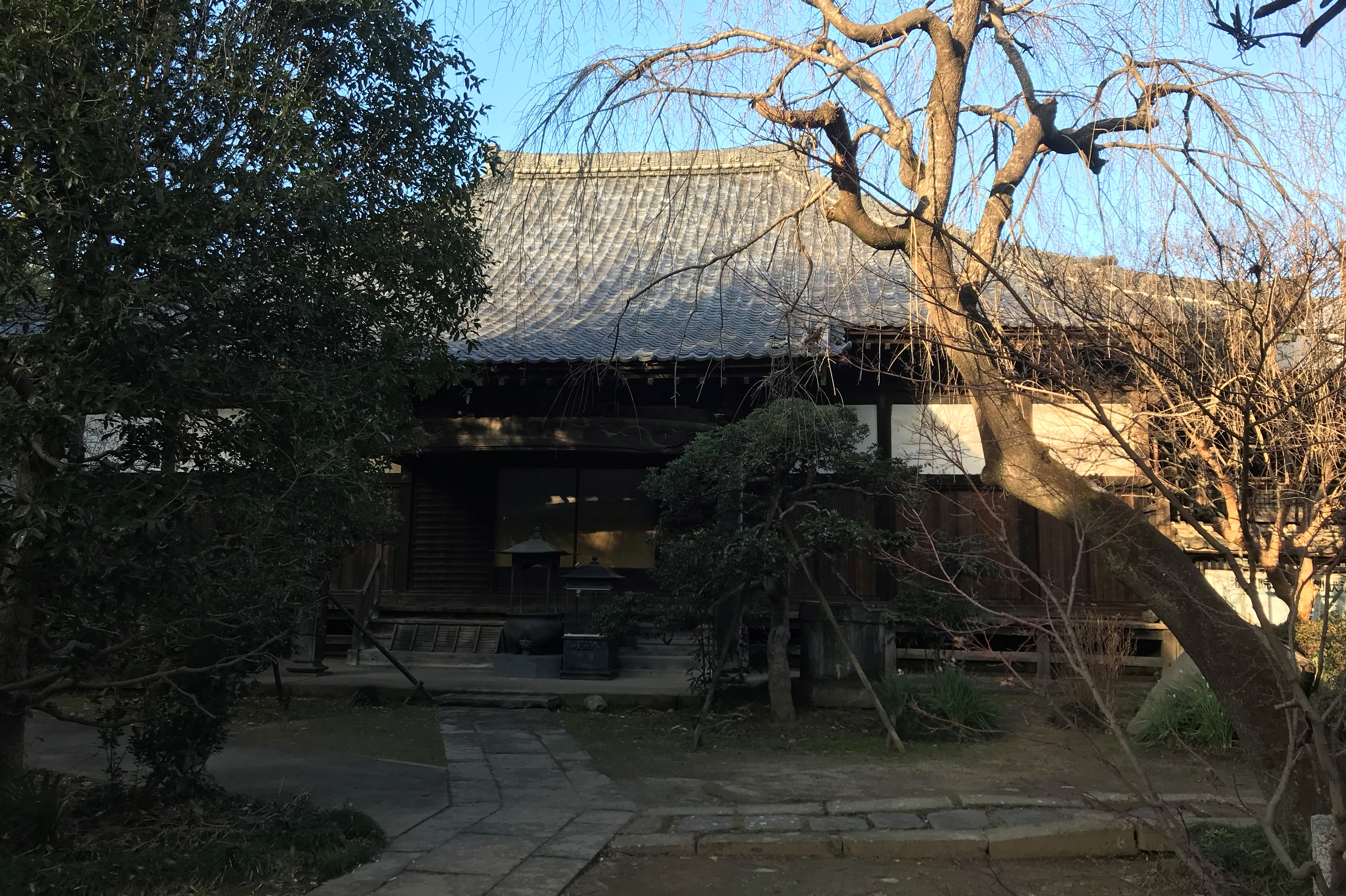
本堂

灌頂院（かんじょういん）は、埼玉県川越市にある天台宗の寺院。

## 歴史
天長年間（824年 - 834年）、慈覚大師円仁によって開山された。しかし平将門が起こした承平天慶の乱の際に、破壊されてしまった。その後、鎌倉時代に源頼朝によって中興された。
1591年（天正19年）、関東地方の新領主となった徳川家康より寺領50石が与えられた。古尾谷八幡神社の別当寺でもあった。

## 文化財
- 木造薬師如来坐像（埼玉県指定有形文化財 昭和52年3月29日指定）[2]

## 交通アクセス
- 南古谷駅より徒歩37分。